# Aspetärnen
Aspetärnen är en sjö i Askersunds kommun i Närke och ingår i Motala ströms huvudavrinningsområde. Aspetärnen ligger i Norra Vätterns skärgård Natura 2000-område.